# Lisandro Trenidad
Lisandro Bernadino Trenidad (Willemstad, en Curazao, 20 de mayo de 1991) es un futbolista profesional. Juega de delantero y su actual equipo es el S.V. Hubentut Fortuna de la Primera División de fútbol de las Curazao.